# Salles-la-Source
Salles-la-Source település Franciaországban, Aveyron megyében. Lakosainak száma 2313 fő (2022. január 1.). Salles-la-Source Druelle Balsac, Marcillac-Vallon, Mouret, Muret-le-Château, Onet-le-Château, Rodelle, Sébazac-Concourès, Valady és Balsac községekkel határos.

## Népesség
A település népessége az elmúlt években az alábbi módon változott:
| Lakosok száma | 1148 | 1294 | 1594 | 1935 | 2168 | 2196 | 2220 | 2265 | 2286 | 2313 |
|               | 1968 | 1982 | 1990 | 2006 | 2013 | 2015 | 2017 | 2019 | 2020 | 2022 |